# Erminia Borghi-Mamo
Pour les articles homonymes, voir Borghi (homonymie) et Mamo.
Erminia Borghi-Mamo (14 février 1855 - 28 juillet 1941) est une chanteuse d'opéra italienne.

## Biographie
Erminia Borghi-Mamo est née à Paris, fille de Michele Mamo et Adelaide Borghi-Mamo, tous deux chanteurs d'opéra italiens. Elle est littéralement née dans le théâtre : Adelaide Borghi-Mamo a terminé une représentation Il Trovatore de Verdi, puis a donné naissance à Erminia quelques heures plus tard, dans une salle du théâtre La Comédie-Italienne. Son prénom est un hommage à la soprano Erminia Frezzolini, une amie d'Adélaïde. Elle a étudié le chant avec sa mère et avec Alessandro Busi. La soprano Ayres Borghi-Zerni (en) était sa cousine.

## Carrière
Erminia Borghi-Mamo fait ses débuts sur la scène d'opéra en 1873, à Nice, dans La forza del destino. Elle fut active dans l'opéra italien pendant vingt ans. « Encore toute jeune, Mdlle Borghi-Mamo est déjà maîtresse de l'art vocal », rapportait un écrivain anglais en 1876, ajoutant que « l'intelligence et l'âme sont ses qualités caractéristiques; elle est toute sympathie. L'ouverture de sa carrière artistique avenir le plus splendide, car sa voix est capable de l'expression la plus délicate et des effets les plus variés. ». Ses rôles les plus connus sont les rôles-titres d'Aida et de Lucrezia Borgia, celui de Santuzza dans Cavalleria Rusticana, celui de Margherita et Elena dans Mefistofele et celui de Leonora dans Il trovatore. Sa dernière représentation fut donnée en 1893.

## Vie personnelle
Erminia Borghi-Mamo s'est mariée. Elle est décédée en 1941, à Bologne, à l'âge de 85 ans. Sa tombe se trouve dans la Certosa di Bologna.

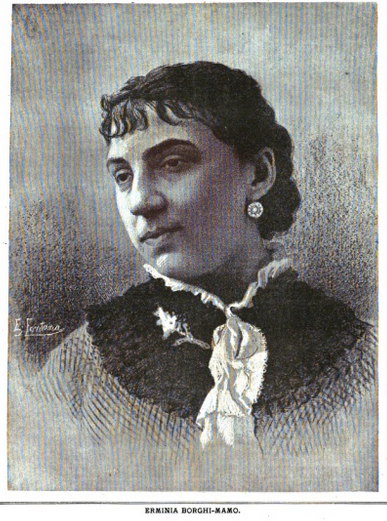
Erminia Borghi-Mamo, d'après une publication de 1883.
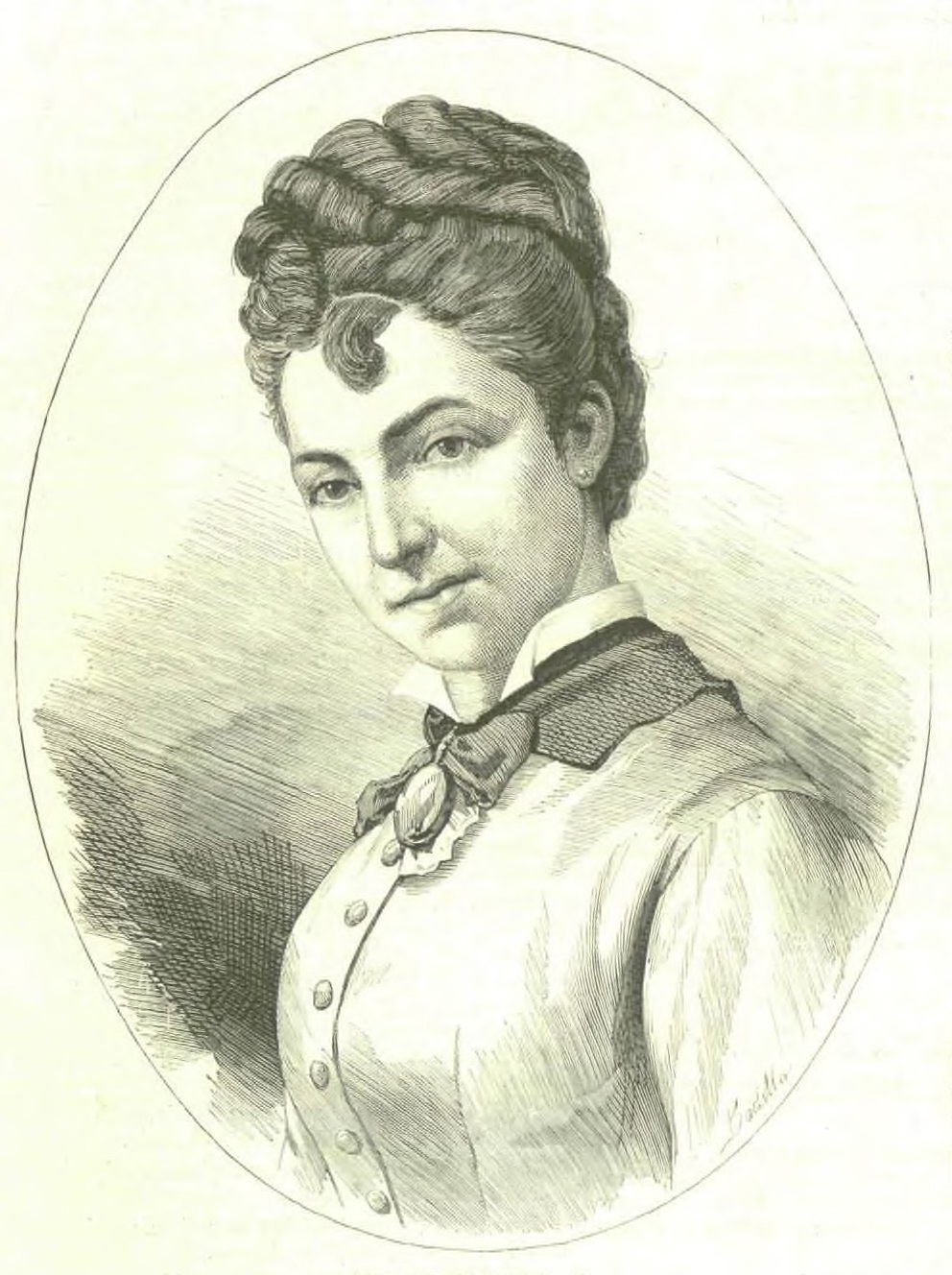
portrait de La Ilustración Española y Americana (1878)